# Vector energético
Se denomina vector energético a aquellas sustancias o dispositivos que almacenan energía, de tal manera que ésta pueda liberarse posteriormente de forma controlada. Se diferencian de las fuentes primarias de energía en que, a diferencia de éstas, se trata de productos manufacturados, en los que previamente se ha invertido una cantidad de energía mayor para su elaboración.
Ejemplos típicos de vectores energéticos son las baterías, las pilas, condensadores, el hidrógeno, el agua contenida en una represa, aunque existen multitud de variantes más, como los volantes inerciales, o incluso depósitos de aire comprimido o resortes.

Nota: El petróleo, el gas y el carbón (en general todos los combustibles fósiles), que son extraídos de la tierra, pueden considerarse vectores que fueron previamente "recargados", mientras que las baterías, hidrógeno, y otros vectores, contienen energía de fuentes actuales. 

## Hidrógeno
El vector energético que más atención está acaparando es el hidrógeno, postulado como posible candidato para sustituir al petróleo como combustible en automoción. Multitud de asociaciones ecologistas defienden el empleo del hidrógeno por ser un combustible limpio. Sin embargo, el hidrógeno, por su carácter de vector energético, solo puede ser considerado limpio si proviene a su vez de fuentes de energía renovables limpias.
Actualmente el hidrógeno se obtiene en un 95% de combustibles fósiles (carbón, petróleo y gas natural), y solo en un 5% mediante electrólisis, teniendo en cuenta que la electricidad de la electrólisis del agua se genera a su vez principalmente mediante la quema de combustibles fósiles. Pero incluso si solo se generase hidrógeno mediante hidrólisis proveniente de energías renovables (energía eólica o similares), la National Academy of Engineering estima que la eficiencia del proceso es de solo un 30%. Esto significa que en el proceso de conversión de electricidad a hidrógeno, se pierde el 70% de la energía. Por este motivo, y por las dificultades técnicas de almacenaje del hidrógeno, todavía no está claro si una mejora en las prestaciones de las baterías puede ser a medio plazo una mejor estrategia que el hidrógeno para dotar de energía a los vehículos.